# 25 mars 1971
Le jeudi 25 mars 1971 est le 84e jour de l'année 1971.

## Naissances
- Anja Odenthal, chanteuse allemande
- Brian Hunter, joueur de baseball américain
- Cammi Granato, joueuse de hockey sur glace américaine
- Christophe Lion, joueur de basket-ball français
- David Le Frapper, joueur de football français
- Gary Smith, joueur de football britannique (1971-)
- Ian Cox, joueur de football trinidadien
- Jeff Watson, personnalité politique canadienne
- José Piñeda, arbitre hondurien de football
- Michael Hill, joueur américain de baseball
- Muriel Rochat Rienth, flûtiste à bec suisse
- Peter Shinkoda, acteur canadien
- Rémi Bezançon, cinéaste français
- Randall Emmett, producteur de films américain
- Rico Lieder, athlète allemand spécialiste du 400 mètres
- Sheryl Swoopes, joueuse américaine de basket-ball
- Stacy Dragila, perchiste américaine

## Décès
- Anne Douglas Savage (née le 27 juillet 1896), artiste canadienne
- Maurice Meyer (né le 17 août 1892), joueur de football français

## Événements
- Échec de l'opération Lam Son 719 pendant la guerre du Viet Nam
- Le général Yahya Khan, président du Pakistan, déclenche une opération militaire d’une violence extrême pour neutraliser les étudiants de l’Université de Dacca et arrêter les dirigeants de la Ligue Awami.

### Astéroïdes
- (10656) Albrecht
- (10657) Wanach
- (10658) Gretadevries
- (10963) van der Brugge
- (11242) Franspost
- (11243) de Graauw
- (12150) De Ruyter
- (12151) Oranje-Nassau
- (12152) Aratos
- (12626) Timmerman
- (12627) Maryedwards
- (12628) Ackworthorr
- (12629) Jandeboer
- (12946) 1290 T-1
- (13884) 1064 T-1
- (13885) 2104 T-1
- (13886) 2312 T-1
- (14291) 1104 T-1
- (14292) 1148 T-1
- (14293) 2307 T-1
- (14767) 1137 T-1
- (14768) 1238 T-1
- (14769) 2175 T-1
- (14770) 2198 T-1
- (15652) 1048 T-1
- (15653) 1080 T-1
- (15654) 1176 T-1
- (15655) 2209 T-1
- (16310) 1043 T-1
- (16311) 1102 T-1
- (16312) 1122 T-1
- (16313) 1199 T-1
- (16314) 1248 T-1
- (16315) 2055 T-1
- (16316) 2089 T-1
- (16317) 2127 T-1
- (16318) 2128 T-1
- (17314) Ésaque
- (17315) 1089 T-1
- (17316) 1198 T-1
- (17317) 1208 T-1
- (17318) 2091 T-1
- (18226) 1182 T-1
- (18227) 1222 T-1
- (1873) Agénor
- (19049) 1105 T-1
- (19050) 1162 T-1
- (19878) 1030 T-1
- (19879) 1274 T-1
- (19880) 2247 T-1
- (19881) 2288 T-1
- (20926) 1101 T-1
- (20927) 1126 T-1
- (20928) 2024 T-1
- (20929) 2050 T-1
- (20930) 2130 T-1
- (20931) 2208 T-1
- (20932) 2258 T-1
- (22209) 1056 T-1
- (22210) 2206 T-1
- (23356) 1194 T-1
- (23357) 1285 T-1
- (23358) 2194 T-1
- (23359) 2301 T-1
- (24570) 2153 T-1
- (24571) 2179 T-1
- (24572) 2221 T-1
- (24573) 2237 T-1
- (26035) 1119 T-1
- (26036) 2166 T-1
- (26037) 2183 T-1
- (26038) 2290 T-1
- (27637) 2070 T-1
- (27638) 2287 T-1
- (29030) 1034 T-1
- (29031) 1132 T-1
- (29032) 2059 T-1
- (29033) 2085 T-1
- (29034) 2149 T-1
- (29035) 2214 T-1
- (30652) 1236 T-1
- (30653) 2190 T-1
- (30654) 2234 T-1
- (30655) 2289 T-1
- (32679) 1070 T-1
- (32680) 1095 T-1
- (32681) 1166 T-1
- (32682) 1177 T-1
- (32683) 1202 T-1
- (32684) 1269 T-1
- (32685) 1294 T-1
- (32686) 2072 T-1
- (34941) 1244 T-1
- (34942) 1275 T-1
- (34943) 1286 T-1
- (34944) 2202 T-1
- (34945) 2263 T-1
- (34946) 2286 T-1
- (37475) 1038 T-1
- (37476) 1107 T-1
- (37477) 1110 T-1
- (37478) 1120 T-1
- (37479) 1130 T-1
- (37480) 1149 T-1
- (37481) 1209 T-1
- (37482) 2114 T-1
- (37483) 2125 T-1
- (37484) 2174 T-1
- (37485) 2211 T-1
- (37486) 2282 T-1
- (39405) Mosigkau
- (39406) 1145 T-1
- (39407) 1187 T-1
- (39409) 2100 T-1
- (39410) 2191 T-1
- (39411) 2266 T-1
- (5408) Thé
- (6072) Hooghoudt
- (6616) Plotin
- (6617) Boèce
- (6673) Degas
- (6751) van Genderen
- (7148) Reinholdbien
- (7211) Xerxès
- (7314) Pevsner
- (7624) Gluck
- (7690) Sackler
- (7972) Mariotti
- (8436) Leucopsis
- (8592) Rubetra
- (8593) Angustirostris
- (8594) Albifrons
- (8760) Crex
- (8761) Crane
- (9253) Oberth
- (9254) Shunkai
- (9489) Tanemahuta
- (9490) Gosemeijer
- (9491) Thooft
- (9492) Veltman
- (9697) Louwman
- (9698) Idzerda
- (9819) Sangerhausen
- (9908) Aue
- (9997) COBE
- (9998) ISO